# Horaiclavus stenocyma
Horaiclavus stenocyma é uma espécie de gastrópode do gênero Horaiclavus, pertencente a família Horaiclavidae.